# Serena sentada en la alfombra de los sueños
Serena sentada en la alfombra de los sueños es una de las obras temáticamente más escasas dentro de la producción artística del pintor y escultor español Guillermo Silveira (1922-1987). Está realizada a base de técnicas mixtas sobre papel y sus dimensiones son de 47 x 32 cm.
Según el título, representa a la criatura legendaria de «Serena», encarnada conforme al relato popular extremeño en una bella sirena con rostro y torso humanos, ojos verdes, larga cabellera color castaño y tez blanca que habitaba en el río Guadiana (no lejos de Villanueva) y que figura en el escudo de la localidad al menos desde finales del siglo xvi.

## Descripción y características
La sencilla composición en la que predominan las líneas verticales y oblicuas muestra a una mujer de aspecto juvenil sentada con las piernas cruzadas (lo que se conoce comúnmente como la «postura del loto»), desnuda de cintura para arriba (algo extremadamente inusual en la obra de Silveira), «que [la] recubre en un claro horror vacui», sin que exista ningún elemento que sugiera el carácter mitológico del personaje a lo que contribuyen el corte de pelo, las medias y los zapatos.
Las frecuentes distorsiones formales con fines expresivos, muy propias del pintor, se hacen patentes en este caso en la acentuada inclinación de la cabeza, observable igualmente en una serie de representaciones femeninas de dicha década como Virgen y Niño (1971), El adiós, Maternidad o Virgen y Niño con revolanderas (ambas de 1978), Frustración (1979), etcétera. Cromáticamente predominan los colores terrosos, grisáceos o sienas de las carnaciones contrapuestos a un conjunto de tonos complementarios (rojizos, azulados), lo que unido al uso de la perspectiva deformada con que está vista la pequeña habitación donde transcurre la escena potencia el tono dramático de la misma.

## Exposiciones
- «Exposición de Pinturas de Guillermo Silveira». Muestra retrospectiva (1959-1984) con ocasión de la Semana Cultural Militar. Sala de exposiciones del Banco de Bilbao (Badajoz), 3-9 de diciembre de 1984 (n.º 37).[2]
- «Guillermo Silveira». Museo Provincial de Bellas Artes. Badajoz, 26 de marzo-31 de mayo de 2009 (n.º 44).[1]
- «Guillermo Silveira – un puñetazo de alma». Sala Espacio CB Arte de la Fundación CB de Badajoz. Avda. Santa Marina n.º 25, 11-29 de enero de 2022 (sin numerar).[7]